# Temuco
Temuco – miasto w środkowym Chile, w Dolinie Środkowochilijskiej, przy Drodze Panamerykańskiej, ośrodek administracyjny regionu Araucanía. Około 260 tys. mieszkańców.

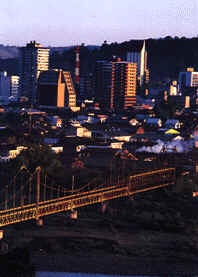
Centrum Temuco

## Przemysł
- spożywczy
- drzewny
- skórzany